# Хрест-якір

Хрест-якір, або Климентівський хрест

Хре́ст-я́кір — стилізований хрест у вигляді якоря. Один із старих християнських символів, що уособлює Ісуса Христа і надію: «В ньому маємо, неначе якір душі, безпечний та міцний, що входить аж до середини за завісу» (Євр. 6:19). Часто використовується в геральдиці європейських і християнських країн. Також — Климе́нтівський хре́ст.

## Назви
- Хре́ст-я́кір, або я́кірний хре́ст  (англ. anchored cross; ісп. cruz anclada)
- Моряцький хрест (англ. mariner's cross)
- Климе́нтівський хре́ст, або хре́ст свято́го Климе́нта (англ. St. Clement's Cross), від якоря на його якому втопили святого мученика, папу Климента, першого історичного провідника християнства на українських теренах.

## Цікаві факти
- На думку дослідників О. Бєлова і Г. Шаповалова варіацією хреста-якоря є тризуб, що його карбував на своїх монетах великий князь київський Володимир Святославич[2].

## Галерея

Вінниця, Україна
35-та окрема бригада морської піхоти, Україна
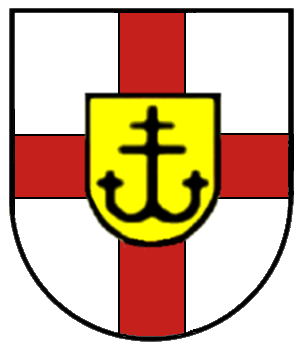
Волльматінген, Німеччина
Леон, Іспанія
Пиг'я-Таллінн
Шеліга